# 有声舌唇摩擦音
有声舌唇摩擦音（ゆうせい ぜっしん まさつおん、英: Voiced linguolabial fricative）は、一部の言語で使用される子音の一種である。この音を表わす国際音声記号は ⟨ð̼⟩ または ⟨β̺⟩。

## 特徴
特徴:
- 調音方法は摩擦であり、これは調音の位置で狭窄された流路を通って空気が流れる（これによって乱流が生じる）ことで生み出されることを意味する。
- 調音部位は舌唇であり、これは上唇に対して舌を使って調音されることを意味する。
- 発声は有声であり、これは調音の間に声帯が振動することを意味する。
- 口音であり、これは空気が口だけから抜けることができることを意味する。
- 気流機構は肺臓的であり、これは、ほとんどの音と同様に、肺と横隔膜だけで空気を押すことによって調音されることを意味する。

## 存在
| 言語       | 言語       | 単語 | IPA    | 意味 | 注記 |
| ---------- | ---------- | ---- | ------ | ---- | ---- |
| タンゴア語 | タンゴア語 |      | [ð̼atu] | '石' |      |